# Justus (voornaam)
Justus is een jongensnaam die afstamt van het Latijnse woord iustus, dat rechtvaardig betekent. In het oude Rome was rechtvaardigheid een van de belangrijkste deugden. Andere varianten op deze naam zijn Justin, het vrouwelijke Justine en de afgekorte versie Stien.

Een ander Nederlands woord met dezelfde stam is justitie.

Het Latijn noch het Grieks kende de letter j waardoor woorden uit deze talen, waarbij de i gevolgd wordt door een klinker, meestal omgezet zijn naar eenzelfde Nederlandse stam, maar dan de "i" vervangen door de "j". Een ander voorbeeld hiervan is het Griekse iodio (ιωδιο) wat in het Nederlands jood betekent.

## Bekende personen
Een aantal bekende personen dragen deze voornaam, of een variant ervan:
- Justin Bieber, Canadees zanger
- Justin Gatlin, Amerikaans atleet
- Justine Henin, Waals tennisster
- Justin Metsing Lekanya, Afrikaans staatsman
- Justin Rakotoniaina, Malagassisch politicus
- Justin Timberlake, Amerikaans zanger
- Justus Lipsius, Zuid-Nederlands historicus
- Justus van Effen, Nederlands schrijver
- Justus van Maurik, Nederlands schrijver
- Justus Vingboons, Nederlands architect
- Justus von Liebig, Duits wetenschapper
- Justus van Triëst, martelaar
- Ad-Just Bouwman, entertainer